# Sevilla FC (piłka nożna kobiet)
Sevilla FC – hiszpański klub piłki nożnej kobiet, mający siedzibę w mieście Sewilla, na południu kraju. W latach 2009–2011, 2012–2015 i od sezonu 2017/18 występuje w rozgrywkach Ligi F.

## Historia
Chronologia nazw:
- 2008: Sevilla FC

Kobieca drużyna piłkarska Sevilla FC została założona w Sewilli w 2008 roku. Wcześniej męski klub sponsorował żeński zespół CD Híspalis, który po sezonie 2007/08 spadł  z ligi i został rozwiązany. W sezonie 2008/09 drużyna, złożona głównie z piłkarzy z Híspalis i młodzieżowej akademii Sewilli startowała w rozgrywkach Liga Andalusa, którą wygrała i awansowała do Segunda División (D2). Jednak w sezonie 2009/10 doszło do rozszerzenia Superligi i Sevilla FC została zaproszona wraz z innymi klubami do gry na najwyższym poziomie. W sezonie 2009/10 zespół debiutował w Superligi, zajmując 11.miejsce. W następnym sezonie uplasował się na 18.pozycji w tabeli i został zdegradowany do Segunda División. Po roku wrócił do Primera División, ale po zakończeniu sezonu 2014/15 ponownie spadł do drugiej dywizji. Od sezonu 2017/18 klub ponownie gra na najwyższym poziomie rozgrywek piłkarskich Hiszpanii.

## Barwy klubowe, strój, herb, hymn
|  |  |

Klub ma barwy czerwono-białe. Piłkarki domowe spotkania zazwyczaj grają w białych koszulkach, białych spodenkach oraz czarnych getrach.
Herb klubu został zaprojektowany w 1922 roku. Tarcza jest podzielona na trzy części i razem tworzą one sylwetkę serca. Trzy postacie, które się pojawiają, to chrześcijańscy święci przedstawieni na herbie miasta - Izydor z Sewilli, Ferdynand III z Kastylii i Leander z Sewilli. Po prawej stronie widnieją inicjały nazwy klubu "SFC". Tam, gdzie spotykają się te trzy części, umieszczona piłka nożna dawnych czasów. Odnośnie biało-czerwonych pasków krążą różne teorie, ale wydaje się, że najbardziej spójna jest ta, że klub od początku chciał, aby oficjalny strój był czerwono-biały. Inna wersja wskazuje, że dolna część jest inspirowana flagą, którą król Ferdynand III Kastylii nosił podczas odzyskania Sewilli w 1248 roku.

## Sukcesy

### Trofea międzynarodowe
Do chwili obecnej klub jeszcze nigdy nie zakwalifikował się do rozgrywek europejskich.

### Trofea krajowe
| \| \| Zdobyte trofea w rozgrywkach Hiszpanii (stan na: 01-05-2023) \| |                                                              |      |                                |
| Rozgrywki                                                             | Osiągnięcie                                                  | Razy | Sezon(y)                       |
| Mistrzostwo                                                           | I miejsce                                                    | 0    |                                |
| Mistrzostwo                                                           | II miejsce                                                   | 0    |                                |
| Mistrzostwo                                                           | III miejsce                                                  | 0    |                                |
| Mistrzostwo                                                           | 6.miejsce                                                    | 1    | 2022/23                        |
| Puchar                                                                | zdobywca                                                     | 0    |                                |
| Puchar                                                                | finalista                                                    | 0    |                                |
| Puchar                                                                | półfinalista                                                 | 2    | 2018/19, 2019/20               |
| II liga                                                               | I miejsce                                                    | 2    | 2011/12 (gr.4), 2016/17 (gr.4) |
| II liga                                                               | II miejsce                                                   | 0    |                                |
| II liga                                                               | III miejsce                                                  | 1    | 2015/16 (gr.4)                 |
| Hiszpania                                                             | Zdobyte trofea w rozgrywkach Hiszpanii (stan na: 01-05-2023) |      |                                |

### Inne trofea
- Liga Andalusa: (D3)
  - mistrz (1): 2008/09

## Poszczególne sezony

### Rozgrywki międzynarodowe

#### Europejskie puchary
Nie uczestniczył w rozgrywkach europejskich.

### Rozgrywki krajowe
| \| Hiszpania \| Bilans występów klubu w rozgrywkach piłkarskich Hiszpanii (Stan na 1 maja 2023 r.) \| \| |                                                                                    |        |       |   |   |   |    |    |     |                                 |        |        |       |
| Poziom                                                                                                   | Rozgrywki                                                                          | Sezony | Mecze | Z | R | P | B+ | B– | Pkt | Lata                            | Awanse | Spadki | Naj.  |
| I | Superliga / Primera División / Liga F                                              | 11     |       |   |   |   |    |    |     | 2009–2011, 2012–2015 od 2017/18 | 0      | 2      | 6     |
| II | Segunda División                                                                   | 3      |       |   |   |   |    |    |     | 2011/12, 2015–2017              | 2      | 0      | 1     |
| III | Liga Vasca                                                                         | 1      |       |   |   |   |    |    |     | 2008/09                         | 1      | 0      | 1     |
| | Puchar Hiszpanii                                                                   | 6      |       |   |   |   |    |    |     | od 2009/10                      | 0      | 0      | 1/2 f |
| Hiszpania                                                                                                | Bilans występów klubu w rozgrywkach piłkarskich Hiszpanii (Stan na 1 maja 2023 r.) |        |       |   |   |   |    |    |     |                                 |        |        |       |

## Piłkarki, trenerzy, prezydenci i właściciele klubu

### Trenerzy
...
- od 14.12.2018: Cristian Toro

## Struktura klubu

### Stadion
Drużyna rozgrywa swoje mecze domowe na stadionie Estadio Jesús Navas, w Sewilli, który może pomieścić 8.000 widzów.

## Kibice i rywalizacja z innymi klubami

### Derby
- Real Betis
- Atlético Madryt
- Valencia CF